# Osvaldo Zarini
Osvaldo Marcelino Zarini (Tandil, 24 de marzo de 1925- 18 de enero de 1973) fue un docente, abogado y político que ejerció como de intendente del partido de Tandil y también se desempeñó como ministro de Educación de la provincia de Buenos Aires, Argentina. Es recordado como un precursor de la educación universitaria en su ciudad natal y se lo considera como uno de los fundadores de la Universidad Nacional del Centro de la Provincia de Buenos Aires (UNICEN).

## Vida personal
Nació en Tandil el 24 de marzo de 1925 y estudió en la Escuela Normal de su ciudad recibiendose de maestro de escuelas.  Posteriormente en Azul obtuvo el título de Bachiller en la Escuela Normal de esa ciudad y de profesor de Inglés en un establecimiento de su ciudad natal. Además estudio en forma libre la carrera de Derecho recibiendose de abogado en la Universidad Nacional del Litoral en Santa Fe.
Se casó con Lidia Noemí Pina y tuvo dos hijos, Javier Edilio y Ricardo.
Falleció en un accidente de tránsito el 18 de enero de 1973 cuando regresaba a su ciudad natal desde La Plata, donde estaba a cargo del Ministerio de Educación de la provincia.

### Homenajes
En la provincia de Buenos Aires varios establecimientos educativos llevan su nombre,la Escuela Especial 501 de Cañuelas, una escuela en la localidad de Villa Cacique y el jardín de infantes dependiente de la UNICEN,  universidad creada a partir de las gestiones que él encabezó.
También lleva su nombre una avenida de la ciudad de Tandil.

## Trayectoria

### Instituto Universitario de Tandil
Zarini es reconocido por encabezar las negociaciones para establecer en Tandil una casa de altos estudios, la creación del Instituto Universitario de Tandil fue el 30 de mayo de 1964, sentando la base de lo que sería años después la Universidad Nacional del Centro de la Provincia de Buenos Aires.
Para lograr dicha creación creó un fondo económico y una asociación de amigos con la finalidad de conseguir los recursos económicos que permitiera funcionar al establecimiento que esperaba el reconocimiento de las autoridades educativas nacionales.

### Política
Fue elegido intendente del partido de Tandil logrando que su gestión se destaque a nivel provincial y fuera elegido Ministro de Educación de la provincia de Buenos Aires.
| Predecesor: Miguel Ángel Usandizaga | Intendente Municipio de Tandil 1971 - 1971 | Sucesor: Miguel Ángel Zubiarre |